# تغییرات (ترانه توپاک)
 «تغییرات» یک آهنگ هیپ هاپ از توپاک است. در این آهنگ اشاره ای به جنگ با مواد مخدر، رفتار پلیس با مردم سیاه‌پوست، نژادپرستی (به صراحت آشتی میان مردم سیاه و سفید در آمریکا)، تداوم فقر وجود دارد.